# Brâmana
Brâmana (devanágari ब्राह्मण, transl. Brāhmaṇa) é cada um dos comentários em prosa costumeiramente anexos aos Vedas, que constituem parte importante dos shruti, cânone literário do hinduísmo.
Foram escritos em sânscrito védico, e o período da sua composição é geralmente chamado de idade ou período bramânico (aprox. entre 900 a.C. e 500 a.C.). Eles são essencialmente comentários dos Vedas, explicando o ritual védico. Os mais antigos brâmanas podem ter sido escritos vários séculos antes, contemporâneo à prosa de comentário Iajurveda Negro, mas sobreviveram somente em fragmentos.
Cada brâmana é associado com um dos quatro Vedas, e na tradição desse Veda com uma shakha, ou escola particular:
- Rigveda
  - Shakha Shakala: Brâmana Aitareya
  - Shakha Bashkala: Brâmana Kaushitaki
- Samaveda
  - Kauthuma
  - Jayminiya: Brâmanada Jayminiya
- Yajurveda
  - Críxena: os brâmanas são integrados nos samhitas:
    - Maitrayani
    - Carakakatha
    - Kapisthalakatha
    - Taittiriya: a escola Taittiriya tem um brâmana Taittiriya adicional

  - Shukla
    - Vajasaneyi Madhyandina: Brâmana Shatapatha, recensão de Madhyadina
    - Kanva: Brâmana Shatapatha, recensão de Kanva
- Atharvaveda
  - Paippalada: Brâmana Gopatha